# You're the Inspiration
You're the Inspiration är en sång skriven av Peter Cetera och David Foster, och ursprungligen inspelad av Chicago på albumet Chicago 17 1984. 1997 gjordes en nyinspelning av Peter Cetera & Az Yet på albumet You're the Inspiration: A Collection.

## Listplaceringar

### Chicagos version
| Lista (1984-1985) | Topplacering |
| ----------------- | ------------ |
| Nederländerna     | 32           |
| Nya Zeeland       | 30           |
| Sverige           | 6            |

### Peter Cetera & Az Yets version
| Lista (1997-1998) | Topplacering |
| ----------------- | ------------ |
| Nederländerna     | 72           |

## Andra inspelningar
- CC & Lee spelade 2009 in sången på albumet Gåva till dig.[5]

### Fotnoter
1. ↑  ”You're the Inspiration”. Dutchcharts. 26 februari 1985. http://dutchcharts.nl/showitem.asp?interpret=Chicago&titel=You%27re+The+Inspiration&cat=s. Läst 30 januari 2015.
2. ↑  ”You're the Inspiration”. Charts. 26 februari 1985. Arkiverad från originalet den 19 mars 2015. https://web.archive.org/web/20150319080307/http://charts.org.nz/showitem.asp?interpret=Chicago&titel=You%27re+The+Inspiration&cat=s. Läst 30 januari 2015.
3. ↑  ”You're the Inspiration”. Swedishcharts. 26 februari 1985. http://swedishcharts.com/showitem.asp?interpret=Chicago&titel=You%27re+The+Inspiration&cat=s. Läst 30 januari 2015.
4. ↑  ”You're the Inspiration”. Dutchcharts. 26 februari 1997. http://dutchcharts.nl/showitem.asp?interpret=Az+Yet+feat%2E+Peter+Cetera&titel=You%27re+The+Inspiration&cat=s. Läst 30 januari 2015.
5. ↑  ”Gåva till dig”. Svensk mediedatabas. 26 februari 2009. http://smdb.kb.se/catalog/id/002458794. Läst 30 januari 2015.